# Thénésol
Thénésol é uma comuna francesa na região administrativa de Auvérnia-Ródano-Alpes, no departamento de Saboia. Estende-se por uma área de 5,49 km². Em 2010 a comuna tinha 320 habitantes (densidade: 58,3 hab./km²).